# Wolliner Straße (Berlin)
Die Wolliner Straße ist eine Straße in den Berliner Ortsteilen Mitte und Gesundbrunnen, beide im Bezirk Mitte.

## Name
Sie ist benannt nach der Stadt Wollin.

## Beschreibung
Die Straße verläuft von der Griebenowstraße in nördliche Richtung, überquert an der Bernauer Straße die Ortsteilgrenze zu Gesundbrunnen bis zur Demminer Straße und geht dann in die Graunstraße über. Durch den Bau der Berliner Mauer am 13. August 1961 wurde die Wolliner Straße, ebenso wie die Swinemünder Straße geteilt, da sie über die Sektorengrenze hinauslief und somit vom sowjetischen in den französischen Sektor überging.
Auffällig ist, dass im (ehemaligen) Westteil der Wolliner Straße alle durch den Zweiten Weltkrieg zerstörten Häuser abgerissen und im Rahmen des Sanierungsgebiets Wedding Brunnenstraße neu errichtet wurde.
Im Ostteil hingegen blieben die Altbauten stehen, da die Mittel für einen kompletten Neuaufbau nicht vorhanden waren. Sie wurden nur notdürftig repariert, sodass hier beispielsweise bis in die späten 1970er Jahre Wohnungen mit Außentoilette zu finden waren. Eine umfangreichere Sanierung der bestehenden Altbauten fand Anfang der 1980er Jahre statt – verbunden mit der Sanierung des Wohngebietes Arkonaplatz.
1995 bis 1997 befand sich in der Wolliner Straße 19 das Lichtblick-Kino.

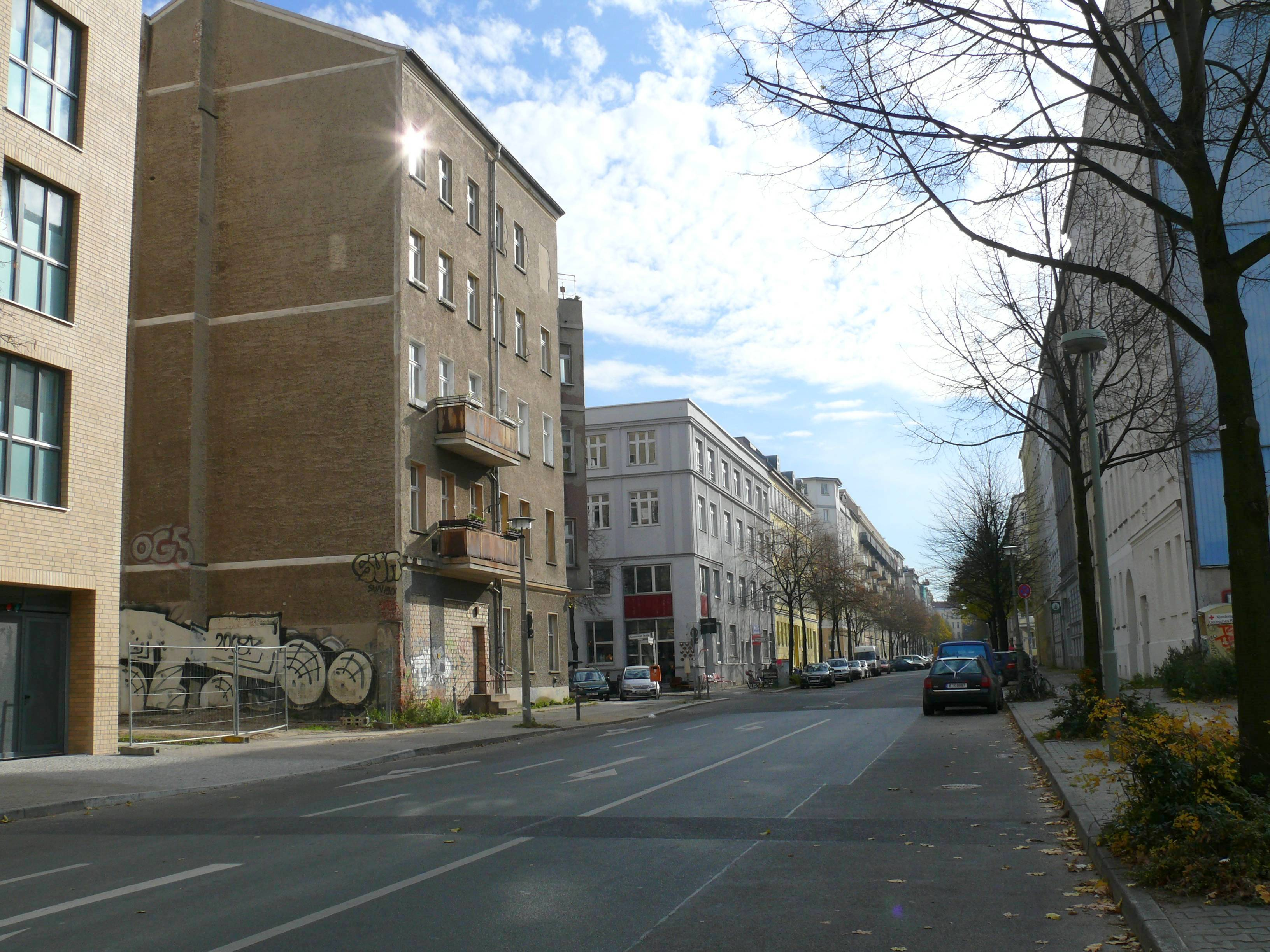
Wolliner Straße in Mitte
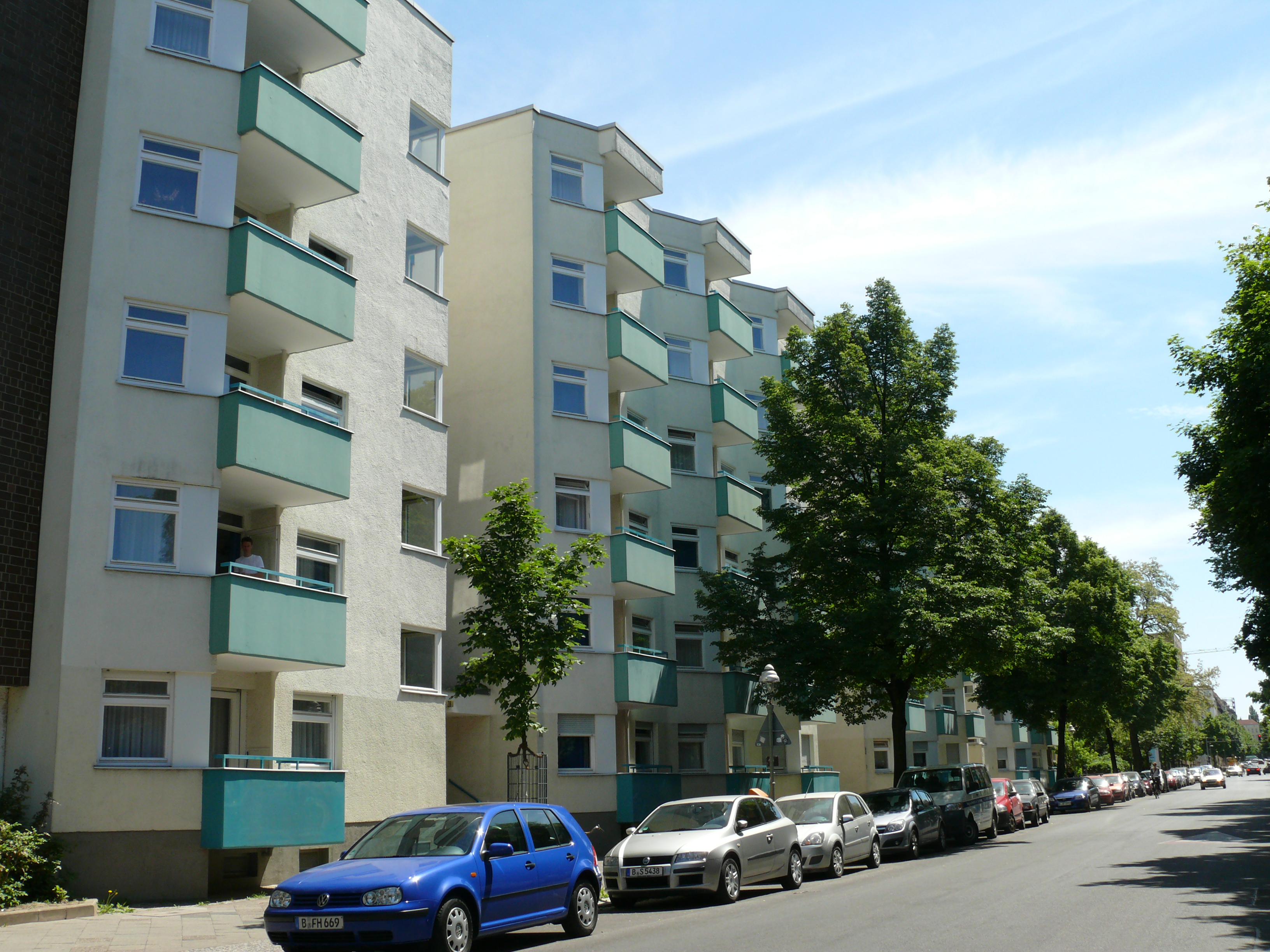
Wolliner Straße in Gesundbrunnen
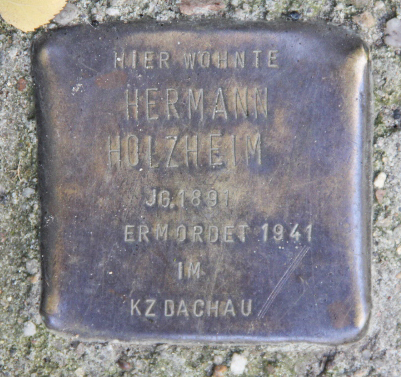
Stolperstein Hermann Holzheim in der Wolliner Straße 3